# 1558 Jarnefelt
1558 Jarnefelt је астероид са пречником од приближно 65,09 .
Афел астероида је на удаљености од 3,329 астрономских јединица (АЈ) од Сунца, а перихел на 3,113 АЈ.
Ексцентрицитет орбите износи 0,033, инклинација (нагиб) орбите у односу на раван еклиптике 10,490 степени, а орбитални период износи 2111,901 дана (5,782 година).
Апсолутна магнитуда астероида је 10,20 а геометријски албедо 0,034.
Астероид је откривен 20. јануара 1942. године.